# 小行星9954
小行星9954（9954 Brachiosaurus）是一颗绕太阳运转的小行星，为主小行星带小行星。该小行星于1991年4月8日发现。

## 轨道参数
小行星9954的轨道半长轴为2.7589380 UA，离心率为0.131。